# James Roberts (rugby à XIII)

a Compétitions nationales et continentales officielles uniquement.

b Matchs officiels uniquement.
James Roberts, né le 3 mars 1993 à Kempsey (Australie), est un joueur de rugby à XIII australien évoluant au poste d'ailier, d'arrière ou de centre.
Il fait ses débuts en National Rugby League (« NRL ») avec les Rabbitohs de South Sydney lors de la saison 2011 sur des postes d'ailier ou d'arrière. Il rejoint ensuite les Panthers de Penrith puis rejoint les Titans de Gold Coast où il est replacé au poste de centre. En 2016, il connaît son quatrième club de NRL en signant pour les Broncos de Brisbane.
Il compte par ailleurs une sélection lors de City vs Country Origin en 2015.

## Biographie
Né à Kempsey, James Roberts a une ascendance d'aborigènes d'Australie. Il est issu d'une grande famille de treizistes puisque son oncle Amos Roberts et ses cousins Tyronne Roberts-Davis, Albert Kelly, Anthony Mundine et Greg Inglis ont tous évolué en National Rugby League.
Il pratique dès son jeune âge le rugby à XIII au sein du club des Ballina Seagulls avant de rejoindre l'équipe jeunes des Rabbitohs de South Sydney.
Il fait ses débuts en National Rugby League (« NRL ») lors de la saison 2011 avec les Rabbitohs de South Sydney. Il rejoint pour deux ans en 2012 les Panthers de Penrith, il n'est pas reconduit par Penrith en raison de son comportement en dehors des terrains. Il parvient toutefois à convaincre les Titans de Gold Coast de lui faire confiance à partir de 2014. Replacé au poste de centre alors qu'auparavant il alternait entre le poste d'ailier et d'arrière, il gagne une place de titulaire à Gold Coast, malgré un comportement extra-sportif l'amenant à être arrêté par la police pour nuisance publique fin 2014.
Ses performances à Gold Coast l'amènent en 2016 à être recruté par les Broncos de Brisbane. Malgré des problèmes liés notamment à l'alcoolisme et ses conséquences (agressions) à laquelle il est condamné à 20 000 dollars australiens d'amende, il poursuit sa carrière en raison de cures et soutenu par son club.

## Palmarès
- Collectif :
  - Vainqueur du State of Origin : 2018 (Nouvelle-Galles du Sud).

### En club

#### Statistiques
| Saison | Club                   | Compétition           | Matchs | Points | Essais | Goals | Drops |
| ------ | ---------------------- | --------------------- | ------ | ------ | ------ | ----- | ----- |
| 2011   | South Sydney Rabbitohs | National Rugby League | 10     | 20     | 5      | 0     | 0     |
| 2012   | Penrith Panthers       | National Rugby League | 0      | 0      | 0      | 0     | 0     |
| 2013   | Penrith Panthers       | National Rugby League | 6      | 24     | 6      | 0     | 0     |
| 2014   | Gold Coast Titans      | National Rugby League | 12     | 20     | 5      | 0     | 0     |
| 2015   | Gold Coast Titans      | National Rugby League | 24     | 66     | 16     | 1     | 0     |
| 2016   | Brisbane Broncos       | National Rugby League | 25     | 36     | 6      | 0     | 0     |
| 2017   | Brisbane Broncos       | National Rugby League | 23     | 64     | 16     | 0     | 0     |
| Total  | Total                  | Total                 | 100    | 230    | 57     | 1     | 0     |